# Värmdö (Gemeinde)
Koordinaten: 59° 20′ N, 18° 23′ O

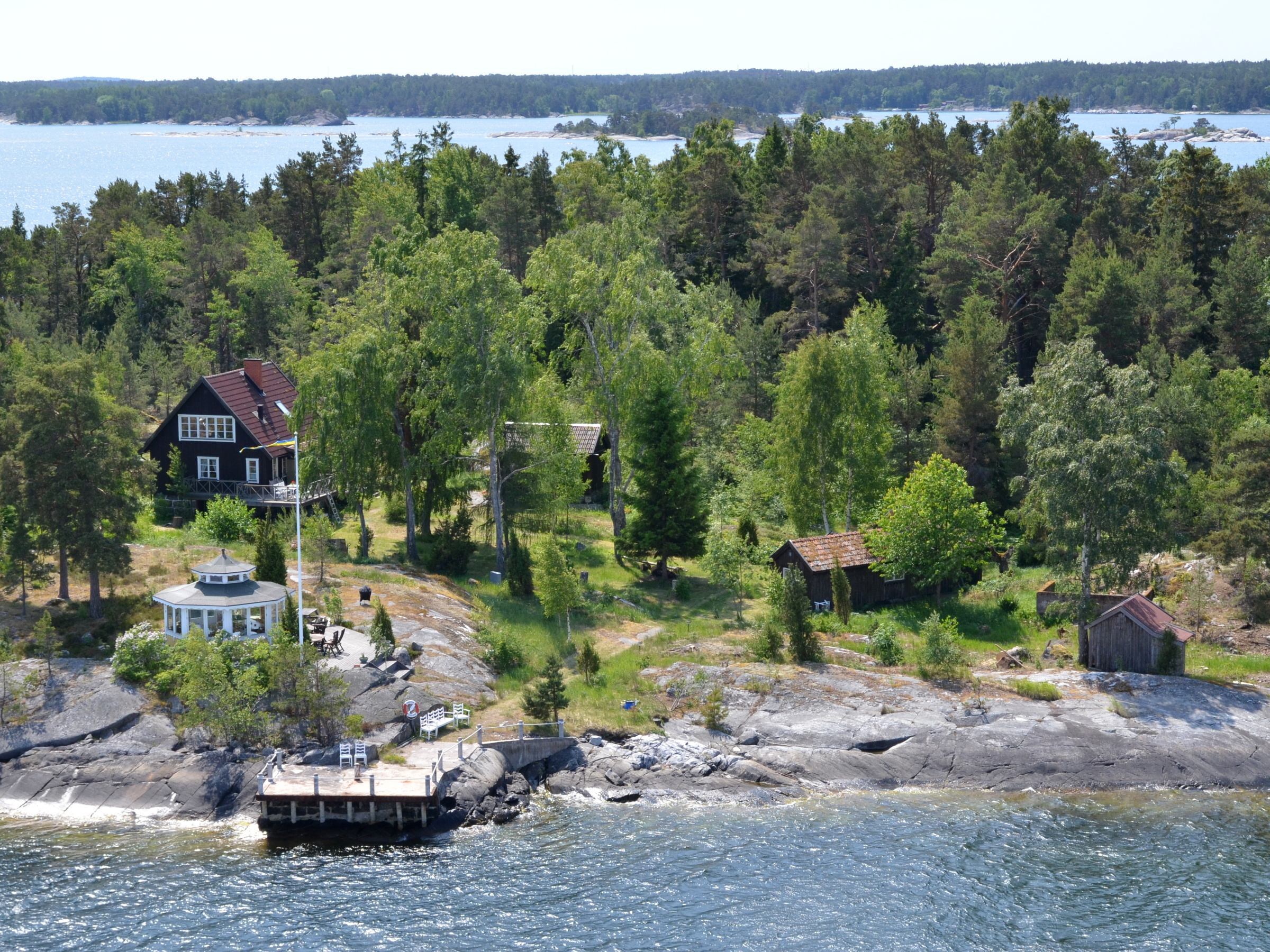
Ängsholmen an der Bucht Kanholmsfjärden

Värmdö ist eine Gemeinde (schwedisch kommun) in der schwedischen Provinz Stockholms län und den historischen Provinzen Uppland und Södermanland. Der Hauptort der Gemeinde ist Gustavsberg.

## Geographie
Die Gemeinde liegt in einem zentralen Teil des Stockholmer Schärengartens. Zur Gemeinde gehören große bewohnte Inseln mit Straßenverbindung: Värmdö (mit Ausnahme des westlichsten Teils), Ingarö, Fågelbrolandet, Vindö und Djurö. Östlich davon liegen bewohnte Inseln ohne Straßenverbindung wie Svartsö, Möja, Runmarö, Sandön und Nämdö, sowie tausende unbewohnte, oder nur im Sommer bewohnte Inseln.

## Geschichte
- In der Gemeinde hat man mehrere Grabfelder aus der Eisenzeit entdeckt sowie einen Runenstein. Auf Grund der postglazialen Landhebung stand der Meeresspiegel im Jahr 1000 etwa 4 Meter höher als jetzt. Viele damalige Wasserwege sind daher jetzt trocken.
- Der Gemeindename wurde schon 1314 in einem Schreiben erwähnt, damals wurde „Wermdo“ geschrieben. Der Name hängt wahrscheinlich mit der Meerenge Vindöström, zwischen Värmdö und Vindö zusammen. Diese hatte auch im Winter verhältnismäßig „warmes“ (schwedisch varm) Wasser und war dadurch lange schiffbar.[3]
- Die Steinkirche Värmdö kyrka wurde im Mittelalter gebaut und mehrmals ausgeweitet.[4]
- Bei Djurhamn, auf der Südseite von Djurö, bestand in den 16. und 17. Jahrhunderten eine wichtige Marinestützpunkt
- Im Jahr 1825 wurde die Porzellanfabrik Gustavsberg gegründet.
- Ab Mitte des 19. Jahrhunderts fuhren Dampfschiffe in den Schären und Bürger aus Stockholm begannen den Archipel als Erholungsgebiet zu nutzen.
- Die jetzige Gemeinde entstand 1974, als die ehemaligen Gemeinden Värmdö, Djurö und Gustavsberg zusammengelegt wurden.[3]

## Wirtschaft
Anfänglich betrieben die Bewohner der Region Fischfang und Jagd auf Robben und Seevögel. In den zwanziger Jahren des 19. Jahrhunderts entstand in Gustavsberg eine Porzellanfabrik, die lange Zeit einer der wichtigsten Standorte der gesamten Stockholmer Region war. Heute werden hier vor allem sanitäre Keramiken wie Toiletten und Waschbecken hergestellt.
Im Sommer steigt die Einwohnerzahl der Gemeinde aufgrund der vielen Touristen und Personen aus Stockholm, die in dieser Zeit ihre Sommerhäuser beziehen, bis auf das Doppelte.

## Persönlichkeiten
- Herbert Lindström (1886–1951), Tauzieher